# 한식문화교류협회
한식문화교류협회는 한국음식의 우수성을 전 세계에 알리고, 한국음식문화 교류를 통해 해외에 한식이 진출할 수 있는 가교 역할을 함으로써 우리농수산물의 수출증대와 식자재 산업 및 관광산업을 육성하고, 세계 각국에 우리의 전통음식인 한식에 대한 인식을 확산하여 한국음식의 세계화 및 발전에 기여 목적으로 2008년 10월 30일 설립된 대한민국 농림수산식품부 소관의 사단법인이다. 사무실은 서울특별시 강남구 역삼동 735-25 동원빌딩 501호에 있다.

## 주요 사업
- 한국음식문화 관련 해외행사 개최 및 전시 참가
- 한국 음식의 세계 정착을 위한 회원 상호간의 정보 교환 및 복리 증진에 관한 부대사업
- 한국 음식문화를 소재로 하는 간행물 발간 등 부대사업
- 한국음식 홍보를 위한 인재 발굴 및 육성사업
- 한국음식의 세계화를 위한 조리사 양성 및 교육사업 등